# Sesamum latifolium
Sesamum latifolium är en sesamväxtart som beskrevs av Jan Bevington Gillett. Sesamum latifolium ingår i släktet sesamer, och familjen sesamväxter. Inga underarter finns listade i Catalogue of Life.